# Магнус II (король Норвегії)
Магнус II, також Магнус Гаральдссон (1048—1069) — король Норвегії в 1066—1069 роках. Походив з династії Інглінгів.

## Біографія

### Молоді роки
Син Гаральда III та Тори Торбергсдатер. З молодості допомагав батькові у державницьких та військових справах. У 1050-х роках здійснив вдалий військовий похід до Оркнейських островів та Ірландії. У 1057—1058 роках допомагав Малкольму МакДональду у боротьбі проти Лулака, короля Шотландії. У 1058 році здійснив вдалий похід до Англії на підтримку володаря північного Велса Грифіда Лливеліна.

### Володарювання
У 1066 році Гаральд III разом з братом Магнуса Олафом здійснив невдалий похід проти Англії. В ньому Гаральд III загинув, а Олаф деякий час був біля берегів Оркнейських островів. На час відсутності Гаральда регентом було призначено Магнуса. Після загибелі Гаральда III новим королем Норвегії було оголошено Магнуса II. Втім після повернення Олафа брати поділили між собою владу над Норвегією. Магнус II став правити у північній частині із столицею у Нідаросі. 28 квітня 1069 року Магнус II помер у королівському палаці м. Нідарос (сучасний Тронгейм) від харчового отруєння матковими ріжками — гриба, що паразитує на житі. Сьогодні це отруєння називають ерготизмом. Також є припущення, що король міг померти від прокази або стригучого лишаю.

## Родина
Діти:
- Гокон Магнусон (д/н — 1094)